# Salmo ischchan
La trota di Sevan (Salmo ischchan) è una specie ittica endemica del lago Sevan in Armenia, nota come ishkhan (իշխան, pronuncia [iʃˈχɑn]) in armeno. È un pesce salmonide imparentato con la trota fario.

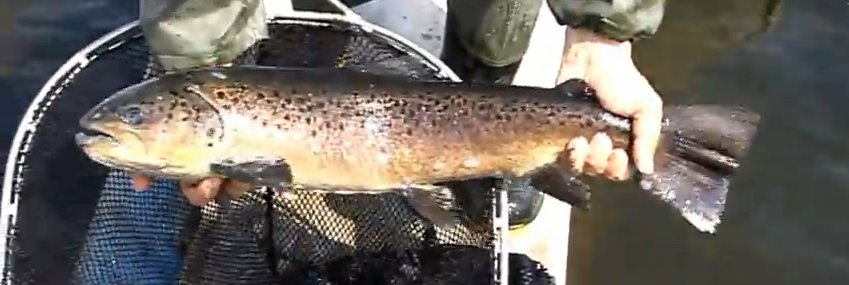
Gegharkuni (Salmo ischchan gegarkuni)

Il pesce è in pericolo di estinzione, perché durante il periodo sovietico sono stati introdotti nel lago diverse specie concorrenti, tra cui il coregone comune (Coregonus lavaretus) del lago Ladoga, il pesce rosso (Carassius auratus) e il gambero di fiume (Astacus leptodactylus). Inoltre lo sfruttamento delle acque negli anni trenta del 1900 ha ridotto notevolmente il livello del lago.
La trota di Sevan è stata introdotta con successo nel lago Issyk Kul in Kirghizistan.
Una risoluzione del Consiglio dei ministri dell'Armenia del 1976 fermò la pesca commerciale della trota di Sevan e creò il Parco nazionale di Sevan. Oggi le trote vengono anche allevate in vivai.
La trota Sevan ha quattro (o due) forme simpatriche distinte che differiscono per tempo e luogo di riproduzione e tasso di crescita:
- bakhtak invernale (Salmo ischchan ischchan)
- bakhtak estivo (Salmo ischchan aestivalis)
- gegharkuni (Salmo ischchan gegarkuni)
- bojak (Salmo ischchan danilewskii).

La bakhtak invernale è la forma più grande e può raggiungere dimensioni considerevoli, fino a 90 cm e 15 kg. Si riproduce all'interno del lago. La bakhtak estiva è più piccola (<50 cm), e nidifica naturalmente sia nei fiumi che nei laghi vicino alle foci dei fiumi. La Gegharkuni è una forma migratrice che si riproduce naturalmente esclusivamente nei fiumi; si nutre anche di plancton oltre che di benthos. La Bojak a sua volta è una forma nana che si riproduce all'interno del lago in inverno e non supera i 33 cm e 0,25 kg.
La regolazione del livello dell'acqua è stata distruttiva per la riproduzione della trota sevan. Attualmente, la bakhtak estiva e la gegharkuni si riproducono solo nei vivai, essendo probabilmente estinti all'interno del lago.
Da uno studio di campioni storici, i quattro ceppi o forme hanno praticamente lo stesso DNA mitocondriale. Nel complesso, la trota di Sevan è filogeneticamente molto vicina alla trota del Caspio, all'interno del complesso della trota fario.